# Jessie Daams
Jessie Daams (ur. 28 maja 1990 w Neerpelt) – belgijska kolarka szosowa i torowa, brązowa medalistka szosowych mistrzostw świata. Od 2013 roku zawodniczka zespołu Boels Dolmans Cycling Team.

## Kariera
Pierwsze sukcesy w karierze Jessie Daams osiągnęła w 2008 roku, kiedy zdobyła trzy medale w kategorii juniorów. Na szosowych mistrzostwach Europy juniorów była trzecia w wyścigu ze startu wspólnego, na torowych mistrzostwach Europy juniorów była trzecia w drużynowym wyścigu na dochodzenie, a na torowych mistrzostwach świata juniorów w tej samej konkurencji zdobyła srebrny medal. Największy sukces odniosła jednak w 2012 roku, kiedy wspólnie z koleżankami z zespołu AA Drink-leontien.nl wywalczyła brązowy medal w drużynowej jeździe na czas na szosowych mistrzostwach świata w Valkenburgu. Na tych samych mistrzostwach zajęła także siedemnaste miejsce w wyścigu ze startu wspólnego. Nie brała udziału w igrzyskach olimpijskich. W 2013 roku przeszła do zespołu Boels Dolmans Cycling Team.
Jej ojciec to były holenderski kolarz Hans Daams.